# Leptosphaeria johansonii
Leptosphaeria johansonii är en svampart som beskrevs av E. Müll. 1950. Enligt Catalogue of Life ingår Leptosphaeria johansonii i släktet Leptosphaeria,  och familjen Leptosphaeriaceae, men enligt Dyntaxa är tillhörigheten istället släktet Leptosphaeria,  och familjen Phaeosphaeriaceae. Arten är reproducerande i Sverige. Inga underarter finns listade i Catalogue of Life.